# Шелгунов, Николай Васильевич
Никола́й Васи́льевич Шелгуно́в  (22 ноября [4 декабря] 1824, Санкт-Петербург — 12 [24] апреля 1891, Санкт-Петербург) — русский публицист и литературный критик, учёный-лесовод, участник революционно-демократического движения 1850—1860-х годов.

## Образование
Прадед и дед Шелгунова были моряками, отец Василий Иванович Шелгунов служил по гражданскому ведомству и умер внезапно, на охоте, когда Николаю было 3 года. Мальчика отдали в Александровский кадетский корпус для малолетних, где он пробыл до десятилетнего возраста. В 1833 году его отдали в Лесной институт, куда принимали детей в возрасте от 10 до 14 лет. Первый период пребывания Шелгунова в институте оставил по себе хорошую память: преподаватели Комаров (друг Белинского) и Сорокин знакомили учеников с произведениями современной литературы и способствовали развитию любви к чтению. После преобразования в 1837 году учебного заведения в военно-учебное порядки изменились, стали жёсткими и суровыми: поведение и военная муштра заняли внимание и преподавателей, и учеников. Впрочем, по отзыву Шелгунова, эта «военная цивилизация» имела свои хорошие стороны: развивалось чувство рыцарства и товарищества.
Ещё в 1840 году он был привлечён к работам на Лосиноостровской лесной даче. Окончив курс по первому разряду с чином подпоручика и званием лесного таксатора, Н. В. Шелгунов поступил на службу в лесной департамент.

## Служба и начало литературной деятельности
Летом он совершал разъезды по провинциям для лесоустройства, зимой возвращался в Санкт-Петербург и работал над теоретическим изучением своего дела. Вопросам лесоводства были посвящены первые литературные труды Шелгунова. Первая его статья появилась в «Сыне Отечества». Специальные статьи он помещал и в «Библиотеке для чтения».
В 1849 году он был послан в Симбирскую губернию для устройства лесной дачи и был оставлен при губернском управлении казёнными землями, находившемся в Самаре. Шелгунов сошёлся здесь с П. П. Пекарским. В Самаре Шелгунов бывал на вечерах, играл в любительских концертах на скрипке и корнете, даже дирижировал любительским оркестром и писал легкие музыкальные пьесы (страсть к музыке унаследовал от отца). В это же время работал над своим большим трудом по истории русского лесного законодательства. За эту работу он получил награду — бриллиантовый перстень и премию от Министерства Государственных Имуществ. В 1850 году он женился на жившей у издателя «Сына Отечества» К. П. Масальского своей двоюродной племяннице Людмиле Петровне Михаэлис.
В 1851 году Шелгунов возвратился в Петербург и снова стал служить в лесном департаменте. В это время у него завязались прочные отношения с литературными кругами; произошло знакомство с Н. Г. Чернышевским и М. Л. Михайловым, которое скоро превратилось в тесную дружбу. В 1856 году Шелгунову предложили место в Лисинском учебном лесничестве, которое было практическим классом для офицерского класса корпуса лесничих. Учёный лесничий должен был летом руководить практическими работами, а зимой читать лекции. Шелгунов не считал себя достаточно подготовленным к этим обязанностям и попросился в заграничную командировку.

## За границей
Эта поездка завершила выработку миросозерцания Шелгунова. С восторгом, уже будучи стариком, Шелгунов вспоминал это время: 

 И какое это было восторгающее и ошеломляющее время! Я буквально ходил как в чаду, спешил, рвался куда-то вперед, к чему-то другому, и это другое точно лежало сейчас же за шлагбаумом, отделяющим Россию от Европы
В жизни Шелгунова заграничная поездка была тем моментом, когда

одно новое слово, одно новое понятие производят крутой перелом и все старое выкидывается за борт
В Эмсе Шелгунов познакомился с доктором Ловцовым, который привлек его внимание к сочинениям Герцена. В Париже он попал в кружок, в котором принимала участие Женни д’Эпикур, известная в то время пропагандистка идеи женской эмансипации. Пребывание в Париже преобразило Шелгунова и его жену; характерна фраза одной русской дамы после непродолжительного разговора с женой Шелгунова: «от вас каторгой пахнет».
После возвращения из-за границы осенью 1857 года М. Н. Муравьёв, только что назначенный руководителем Министерства государственных имуществ, взял с собой Шелгунова в ревизионную экспедицию по России. Муравьёв вполне оценил познания и служебное рвение Шелгунова и, несмотря на недостаточный для высокой должности чин капитана, назначил его начальником IV отделения лесного департамента. Помимо служебных дел Шелгунов ещё редактировал в это время газету «Лесоводство и Охота». Когда директором департамента был назначен А. А. Зеленой, в департаменте «пошла ужасная кутерьма» и Шелгунов решил оставить службу. Вместо отставки ему дали заграничный отпуск.

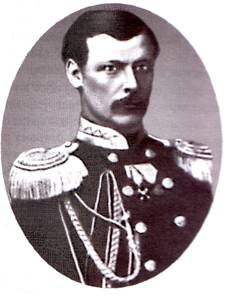
Н. В. Шелгунов — преподаватель Лесного института

Второй раз за границей Шелгунов пробыл (с мая 1858) около полутора лет; некоторое время он ездил вместе со своим другом Михайловым.
По-прежнему Шелгунов много работал по лесоводству, изучая практически положение лесного хозяйства в западноевропейских государствах (он был с этой целью и в Швеции). Вместе с Михайловым Шелгунов побывал у Герцена в Лондоне; несколько позже он встречался с ним в Париже.

## «Русское слово»
По возвращении из-за границы Шелгунов составил проект преобразования Лесного и межевого института в высшее учебное заведение; некоторое время он состоял профессором института, читал историю лесного законодательства и в марте 1862 года вышел в отставку с чином полковника корпуса лесничих. Статьи «Материалы для лесного устава» и «Законы о лесах в Западной Европе», напечатанные в 1861 году в петербургском журнале «Юридический Вестник» Н. Калачова, были последними трудами Шелгунова по лесоводству.
Ещё до выхода в отставку, с 1859 года он стал сотрудничать в «Русском Слове». В это время на первом месте стояла идея «освобождения»: за «освобождением» крестьян виднелось освобождение от старых московских понятий. 

Мы, — пишет Шелгунов, — просто стремились к простору, и каждый освобождался, где и как он мог. Эта реакция против государственного, общественного и семейного насилия, это «отрицание основ» совершалось во имя определённых положительных идеалов. Идеалы будущего носили характер не только чисто политический, но и социально-экономический. Печать была в это время силой, и прогрессивная литература проводила в сознание общества идеалы будущего
 Публицистическая деятельность Шелгунова началась в «Современнике» в то время, когда во главе журнала стояли Добролюбов и Чернышевский. В этом журнале появились статьи Шелгунова: «Рабочий пролетариат в Англии и Франции», замечательные не оригинальностью содержания (в основу их положена известная книга Энгельса о положении рабочего класса в Англии), а постановкой самой темы. До Шелгунова о рабочем классе писал лишь В. А. Милютин, но в его время этот вопрос имел лишь отвлеченное значение. Статья Шелгунова считается первой по времени в своем роде.

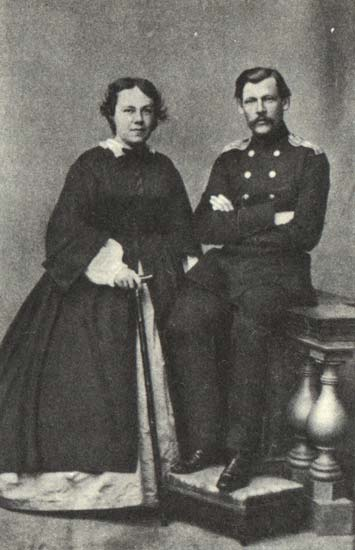
Николай Шелгунов с женой, 1861

После перехода «Русского Слова» к Благосветлову Шелгунов стал ближайшим сотрудником этого журнала: кроме многочисленных и разнообразных статей он в каждую книжку журнала добавлял ещё внутреннее обозрение под названием «Домашней летописи».

## Революционная деятельность, арест и ссылка
В 1861 г. в Санкт-Петербурге 37-летний учёный-лесовод Николай Шелгунов стал совладельцем газеты «Век». В этом же году его жена Людмила Михаэлис ушла от него к близкому другу Николая Чернышевского, поэту Михаилу Михайлову, которому через год родила сына Михаила (1862—1897). В 1862 г. её любовник Александр Серно-Соловьевич, как член руководства «Земля и Воля», был приговорен к вечному изгнанию и выслан в Европу.
Весной 1862 г. появились прокламации, обращённые к народу. Первая приписывалась Чернышевскому, автором второй являлся Шелгунов.
Прокламация Шелгунова называлась «К молодому поколению» и была написана Шелгуновым при участии Михаила Михайлова. Напечатана в Вольной русской типографии в Лондоне и нелегально доставлена в Петербург. Прокламация требовала уничтожения «царизма» и замены самодержавия выборной властью, ограниченной законом, а также национализации земли и передачи её в пользование общинам, уничтожения полиции, отмены телесных наказаний, равенства всех перед законом, гласного суда, свободы слова и т. п. Прокламация была также направлена против крестьянской реформы 1861 года. Сохранилось свидетельство, что Шелгунов распространял прокламации к народу весной 1862 г.
Весной 1862 г. Шелгунов сопровождал бывшую жену Людмилу Михаэлис в Нерчинск. Ей надо было навестить в ссылке своего любовника, поэта-народовольца Михайлова. По одной из версий Михаэлис хотела устроить ему побег и отправить за границу. Результатом этой поездки была статья «Сибирь по большой дороге». Здесь Шелгунов был арестован за свою прокламацию и препровождён в Санкт-Петербург, в Петропавловскую крепость, в которой пробыл до ноября 1864 г. Он обвинялся в сношениях с государственным преступником М. Михайловым, в том, что

вел переписку с разжалованным рядовым В. Костомаровым
и в том, что 

имеет вредный образ мыслей, доказывающийся не пропущенной цензурой статьей.
 Шелгунов просидел в Петропавловской крепости до 1864 г.
В 1864 г. в Европе бывшая жена Шелгунова родила своего младшего сына Николая (1864—1909) от революционера Серно-Соловьевича.
В ноябре 1864 г. Шелгунов был выслан административно в Вологодскую губернию. Здесь Шелгунов переходил из города в город — из Тотьмы, где он был первое время, в Устюг, Никольск, Кадников и Вологду. Условия жизни в этих городах тяжело отзывались и на настроении, и на здоровье Шелгунова.
В Вологодской губернии Николай Шелгунов прожил 5 лет в ссылке на поселении (с декабря 1864 по 1869 гг.). Здесь им был написан ряд статей под названием «Провинция».
В это время Шелгунов продолжал много писать для «Русского Слова», но значительная доля присылаемого из ссылки в редакцию пропадала, не пропущенная цензурой. 8 января 1866 г. «Русскому Слову» дано было предостережение, между прочим, за статью Шелгунова, в которой

предлагается оправдание и даже дальнейшее развитие коммунистических идей, причем усматривается возбуждение к осуществлению названных идей.
В 1866 г. было основано «Дело», и Шелгунов начал в нём сотрудничать с той же энергией, как и в «Русском Слове». Лишь в 1869 г. ему разрешено было покинуть Вологодскую губернию, но въезд в Петербург был запрещён, поэтому он поехал в Калугу.
В 1874 г. Шелгунов получил разрешение переехать в Новгород, затем в Выборг.
Только в конце 1870-х годов Шелгунов получил доступ в Санкт-Петербург. После смерти Благосветлова он сделался фактическим редактором «Дела», а при графе Лорис-Меликове получил даже утверждение в этом звании, впрочем — ненадолго (до 1882 г.). В 1883 г. Шелгунов был выслан в Выборг.

## Последние годы
После перехода «Дела» в другие руки Шелгунов прекратил в нём сотрудничество. Литературная деятельность Шелгунова в восьмидесятых годах носит иной характер. Представитель шестидесятников, Шелгунов скептически смотрел на появление на исторической сцене «восьмидесятников»; оставаясь верным идеям своей эпохи, он из публициста-пропагандиста превратился в обозревателя русской жизни. С этим он часто и выступал на страницах «Русской Мысли», где ежемесячно появлялись его «Очерки русской жизни», пользовавшиеся большим успехом у читателей. Мнения Шелгунова в это время приобрели высокий нравственный авторитет; к его голосу прислушивались с особенным вниманием, как к голосу человека, много испытавшего и сохранившего непреклонную верность убеждениям своей молодости. В «Русской Мысли» появились и очень ценные воспоминания Шелгунова о шестидесятых годах и их представителях.
В 1872 г. появились три тома «Сочинений Шелгунова». В 1890 г. Павленков издал «Сочинения Шелгунова» в двух томах. В 1895 г. О. Н. Попова переиздала «Сочинения» тоже в двух томах, но с иным распределением материала; в добавление к ним были отдельным томом изданы «Очерки русской жизни» (СПб., 1895). В этих книгах было собрано далеко не всё, что написано Шелгуновым в течение продолжительной его деятельности в «Русском Слове», «Деле» и других изданиях.
Шелгунов умер 12 апреля 1891 года.

## Значение деятельности
Шелгунов излагал мысли, характерные для либеральных течений 1860-х гг., однако он был одним из «первопроходцев» русского либерального движения. Шелгунов уступал в даровании таким блестящим представителям его эпохи, как Писарев, но, обладая серьёзным образованием, очень хорошо исполнял то дело, которое выпало на его долю и к которому можно применить широкий термин «распространение знания». Шелгунов писал по самым разнообразным вопросам: его статьи в собрании его сочинений распределяются на исторические, общественно-педагогические, социально-экономические и критические. Эти рубрики всё-таки ещё не выражают всего разнообразия тем, затрагиваемых Шелгуновым. Он писал только тогда, когда чувствовал, что статья его нужна. Он написал популярный очерк по русской истории до Петра Великого, потому что встретил одного капитан-лейтенанта, который не знал, кто такой Степан Разин. Он напечатал статью «Женское безделье», потому что увидел, что русской женщине неизвестны самые простые экономические понятия, с которыми нельзя познакомиться из романов и повестей — единственного чтения женщин того времени. Характерной особенностью Шелгунова как публициста шестидесятых годов является вера в силу знания: нужно только понять, узнать причины явления — дальше, как считали идеалисты-шестидесятники, процесс претворения знания в дело пойдёт сам собой.

### Историософия и социальные воззрения
Вера Шелгунова в активную силу знания напоминает воззрения Сократа. Представления о силе знания создают некоторую неясность в мнениях Шелгунова о сущности исторического процесса: с одной стороны, он только в социально-экономических условиях усматривает источник политической и юридической власти, с другой — видит основу всей цивилизации в улучшении человеческих способностей. Отводя огромное значение экономическим отношениям, Шелгунов всё-таки утверждал, что единственный элемент прогресса есть свободная личность, развившаяся в свободном общежитии. Впрочем, Шелгунов не был теоретиком; другие его современники взяли на себя теоретическое оправдание основных идей движения 1860-х гг. Довольно распространено мнение, что Шелгунов,

не внося в работу 60-х годов каких-нибудь своих резких индивидуальных черт, впитал в себя весь дух своего времени (слова А. М. Скабичевского).
 В июне 1903 г. в «Русской Мысли» появился весьма интересный для характеристики Шелгунова последний из «Очерков русской жизни», вызванный упомянутой формулой и посвященный самоопределению. Шелгунов находит, что подобная характеристика его личности может вызвать недоразумения, и указывает, что именно совокупность особенностей, присущих деятелю 60-х годов, и составляет его резкую индивидуальность. Оставаясь верным хранителем традиций своего времени, Шелгунов в последние годы жизни по общественно-практическому содержанию и направлению своей мысли явился как бы провозвестником общественного течения девяностых годов. Его роднит с этим течением сочетание широкого общественного идеализма с трезвым практическим пониманием деятельности.

## Труды
- Лесоводство. Руководство для лесовладельцев. СПб., 1856.
- История русского лесного законодательства. СПб., 1857.
- Съемка и нивеллировка для лесоводов и сельских хозяев. СПб., 1857.
- Лесная технология (в соавтор. с Вс. Греве). СПб., 1858.
- Податной вопрос. СПб., 1872.
- Очерки русской жизни. СПб., 1895.
- Сочинения Н. В. Шелгунова. в 3-х тт., СПб., 1871—1872.
- Сочинения Н. В. Шелгунова. в 2-х тт., СПб.: изд. Ф. Павленкова, 1891, (переиздано в 1895 и в 3-х тт. в 1904).